# Калињинска нуклеарна електрана
Калињинска нуклеарна електрана је нуклеарна електрана у Русији која се налази на око 200 километара северозападно од Москве, у Тверској области, 125 километара од града Твера. Електрана се налази на обали језера Удомљa у близини истоименог града. Нуклеарна станица се састоји из три енергетска блока с реакторима типа ВВЕР-1000, сваки снаге 1.000 мегавати. Реактори су почели са радом редом 1984, 1987. и 2004. године. Јуна 2006. године потписан је уговор о изградњи четвртог енергетског блока, који би требало да буде завршен 2011. године. 
Калининска нуклеарна електрана је 2005. године произвела 17,3 терават часова електричне енергије. 
| Земља                    | Русија                |
| ------------------------ | --------------------- |
| Почетак пројекта         | 1. фебруар 1977.      |
| Број ректора             | 3 (3.000 Мегавати)    |
| Број реактора у изградњи | 1 (1.000 Мегавати)    |
| Поризведено у 2006.      | 20,106 Гигават часова |